# Congressional Freethought Caucus
Der Congressional Freethought Caucus ist eine informelle Gruppe von Mitgliedern des US-Kongresses, die sich für die Rechte und Interessen von nichtreligiösen und freidenkenden Menschen einsetzt. Das Komitee wurde 2018 gegründet und verfolgt das Ziel, die Stimmen derjenigen im Kongress zu stärken, die säkulare Werte, Wissenschaft und die Trennung von Religion und Staat unterstützen.
Die Gründung des Congressional Freethought Caucus geht auf die Initiativen der Kongressabgeordneten Jamie Raskin aus Maryland und Jared Huffman aus Kalifornien zurück. Der Caucus wurde als Reaktion auf den Einfluss der Religion, insbesondere der christlichen Rechten, in der Gestaltung der öffentlichen Politik gegründet, den die Gründer des Caucus für unangemessen in einer säkularen Regierung halten. Sie sehen einen solchen Einfluss als hinderlich für effektive und angemessene Reaktionen auf Themen wie Klimawandel und Waffengewalt. Huffman bezeichnet sich selbst als Humanist ohne Glauben an Gott, hat aber klargestellt, dass das Caucus für religiöse Mitglieder offen ist.